# Речи Многомудрого
«Речи Многомудрого» (исл. Fjölsvinnsmál) — одна из поэм, входящих в состав «Старшей Эдды», но не включённых в «Королевский кодекс». Её текст был найден в составе нескольких рукописных сборников XVII века. 
«Речи Многомудрого» являются, наряду с «Заклинанием Гроа», частью мини-цикла «Речи Свипдага». Главный герой цикла, Свипдаг, пытается здесь проникнуть в жилище великанши Менглёд, используя советы, полученные в первой части от матери — колдуньи по имени Гроа. Текст «Речей Многомудрого» сохранился в составе кодексов XVII века, но это произведение явно было написано намного раньше — во времена, когда ещё были сильны элементы язычества. Оно находится на границе героического и мифологического жанров.